# Deutsche Partei – Vereinigung des deutschen Volkstums in Polen
Die Deutsche Partei – Vereinigung des deutschen Volkstums in Polen (DP-Verein.) war eine kurzlebige Partei der deutschen Minderheit in der Zweiten Polnischen Republik 1919 bis 1921. Die Partei ist nicht zu verwechseln mit der Deutschen Partei der späteren Jahre der Zweiten Polnischen Republik.

## Geschichte
Gegründet wurde die DP-Verein. am 3. August 1919 in Tczew. Sitz der Landesvereinigung war Bydgoszcz.
Sie trat bei der Nachwahl der Verfassunggebenden Versammlung in Pommerellen und im Netzedistrikt im Wahlkreis Pommerellen I gemeinsam mit der Zentralarbeitsgemeinschaft der Politischen Parteien (Z.A.G.) in einer gemeinsamen Wahlliste an. Die Liste erhielt 33.514 Stimmen und zwei Mandate, von denen eines auf die DP-Verein. fiel (Gustav Heike) und das andere an die Z.A.G. Im Parlament bildeten die Abgeordneten der DP-Verein. gemeinsamen mit dem Abgeordneten der Z.A.G. und den zwei Abgeordneten der Deutschen Volkspartei eine gemeinsame Fraktion „Deutsche Vereinigung“. Die Partei löste sich am 8. Mai 1921 mit der Gründung des Deutschtumsbund zur Wahrung der Minderheitenrechte auf.
Im Wahlkreis Pommerellen II trat die DP-Verein. alleine an und erhielt 51.728 Stimmen und 4 Mandate.
| Abgeordneter      | Wahlkreis               |
| ----------------- | ----------------------- |
| Gustav Heike      | Wahlkreis Pommerellen 1 |
| Ernst Barczewski  | Wahlkreis Pommerellen 2 |
| Karl Daczko       | Wahlkreis Pommerellen 2 |
| Erwin Hasbach     | Wahlkreis Pommerellen 2 |
| Albrecht Luedecke | Wahlkreis Pommerellen 2 |